# Slide, Kelly, Slide
Slide, Kelly, Slide (Brasil: O Convencido ) é um filme estadunidense de 1927, do gênero comédia, dirigido por Edward Sedgwick, com roteiro de A. P. Younger.

## Elenco
- William Haines ... Jim Kelly
- Sally O'Neil ... Mary Munson
- Harry Carey ... Tom Munson
- Frank Coghlan Jr. ... Mickey Martin
- Warner Richmond ... CliffMacklin
- Paul Kelly ... Fresbie
- Karl Dane ... Swede Hansen
- Guinn 'Big Boy' Williams ... McLean
- Mike Donlin ... Ele mesmo
- Irish Meusel ... Ele mesmo
- Bob Meusel ... Ele mesmo
- Tony Lazzeri ... Ele mesmo
- Johnny Mack Brown